# Harz (distrito)
Harz é um distrito (Landkreis) e uma cordilheira da Alemanha localizado no estado da Saxônia-Anhalt.
Depois de uma reforma dos distritos em Saxônia-Anhalt (em alemão: Kreisreform Sachsen-Anhalt 2007) que entrou em vigor em 1 de julho de 2007, os distritos de Halberstadt, Wernigerode e Quedlimburgo foram dissolvidos e juntados ao novo distrito Harz que recebeu ainda a cidade Falkenstein do antigo distrito de Aschersleben-Staßfurt.

## Cidades e municípios
O distrito Harz consiste nas seguintes subdivisões:
| Cidades livres | Municípios livres  | Verbandsgemeinde                                                                                               |
| --- | ------------------ | --- |
| 1. Ballenstedt 2. Blankenburg (Harz) 3. Falkenstein 4. Halberstadt 5. Harzgerode 6. Ilsenburg 7. Oberharz am Brocken 8. Osterwieck 9. Quedlimburgo 10. Thale 11. Wernigerode | 1. Huy 2. Nordharz | Vorharz 1. Ditfurt 2. Groß Quenstedt 3. Harsleben 4. Hedersleben 5. Schwanebeck2 6. Selke-Aue 7. Wegeleben1, 2 |
| 1sede do Verbandsgemeinde; 2cidade |                    | |